# Jacques Cotillon
Pour les articles homonymes, voir Cotillon.
Jacques Cotillon, alias Cottillon, né le 23 avril 1764 à Nuits-Saint-Georges (Côte-d'Or), mort le 18 décembre 1823 à Saint-Omer (Pas-de-Calais), est un officier supérieur français de la Révolution et de l’Empire.

## États de service
Il entre en service le 25 décembre 1783, comme soldat au régiment de Bourgogne-infanterie, il devient caporal-major le 23 avril 1788, et fourrier le 15 mars 1789. Le 25 décembre 1791, il passe dans la Garde constitutionnelle du Roi, avec le grade de caporal, et il est nommé capitaine le 23 août 1792, dans le 3e bataillon de volontaires de la Côte-d'Or. Il fait avec honneur, à la tête de sa compagnie, les campagnes de 1792 à l’an IX, aux armées du Rhin, de la Moselle, de Sambre-et-Meuse, de Naples et d’Italie.
Il se distingue le 14 juin 1794, à la prise des redoutes de Charleroi, où il reçoit un coup de feu à la cuisse gauche, et le 25 juin 1799, dans une affaire qui a lieu près de Florence, où il est blessé d’un coup de feu à la tête. Il se signale le 7 janvier 1801, près de Montebello, où à la tête d’un demi-bataillon de grenadiers, il charge l’arrière garde de l’armée ennemie à la baïonnette, la poursuit pendant presque une lieue, après lui avoir fait éprouver des pertes considérables. Il est atteint d’une balle qui lui casse le bras gauche, au moment où il s’empare de 2 pièces de canon. Il reçoit un sabre d’honneur le 27 mai 1802.
Embarqué sur les vaisseaux « le Scipion » et « le Formidable », il fait les campagnes de l’an XI et de l’an XII, sur mer à bord de ces bâtiments. Il est fait chevalier de la Légion d’honneur le 24 septembre 1803, et officier de l’ordre le 14 juin 1804. En 1806 et 1807, il fait les campagnes de Prusse et de Pologne, et il se fait remarquer le 8 février 1807, à la bataille d'Eylau, où il combat avec la plus rare intrépidité. Pour ce fait d’armes, il est nommé chef de bataillon le 22 février 1807, au 15e régiment d’infanterie légère.
En 1808, il est employé à l’armée d’observation en Allemagne, mais à cause de ses blessures, il doit quitter le service actif. Pour le récompenser, l’Empereur le nomme colonel le 23 avril 1809, au 2e régiment d’infanterie de ligne. Il est admis à la retraite avec pension de colonel le 5 août 1809, et il est créé chevalier de l’Empire le 12 novembre 1809.
Il meurt le 18 décembre 1823, à Saint-Omer.

## Dotation
- Le 15 mars 1810, donataire d’une rente de 2 000 francs en Westphalie.

## Armoiries
| Armoiries | Nom du chevalier et blasonnement |
| --------- | --- |
|           | Chevalier Jacques Cotillon et de l'Empire, lettres patentes du 12 novembre 1809. officier de la Légion d'honneur D'azur aux deux drapeaux en sautoir d'argent chargés d'un sabre en pal, la pointe haute d'or : champagne de gueules du tiers de l'écu au signe des chevaliers - Livrées : bleu, blanc, jaune et rouge. |

## Liens Externes
- patrimoine Nuits-Saint-Georges .

## Sources
- A. Lievyns, Jean Maurice Verdot, Pierre Bégat, Fastes de la Légion-d'honneur, biographie de tous les décorés accompagnée de l'histoire législative et réglementaire de l'ordre, Tome 1, Bureau de l’administration, 1842, 654 p. (lire en ligne), p. 597.
- « Cote LH/600/81 », base Léonore, ministère français de la Culture
- Vicomte Révérend, Armorial du premier empire, tome 1, Honoré Champion, libraire, Paris, 1897, p. 254.
- « La noblesse d’Empire » (consulté le 31 octobre 2015)